# Proveïdor de serveis de llançament

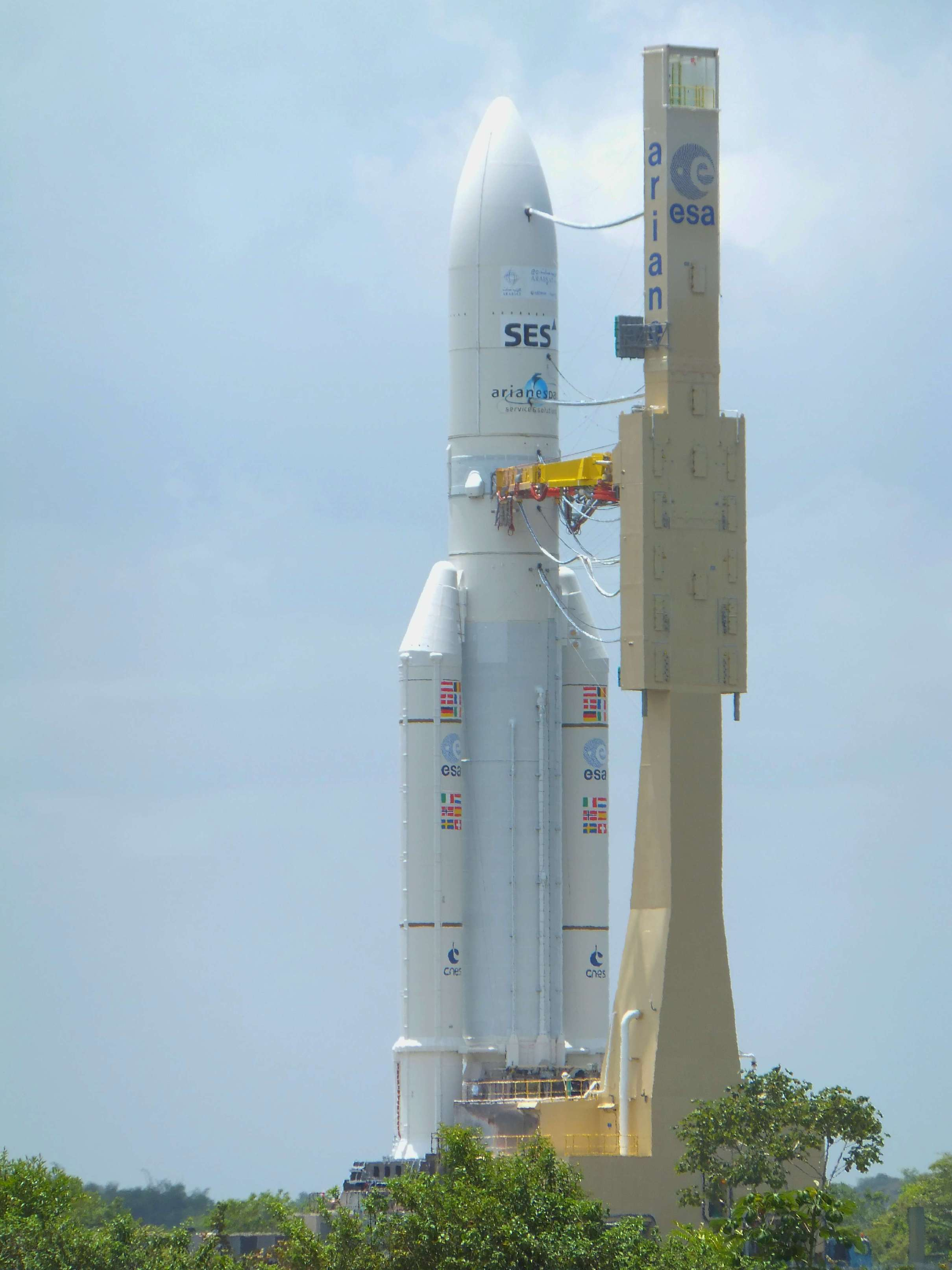
Coet Ariane 5 proveït per Arianespace.

Un proveïdor de serveis de llançament (de l'anglès Launch service provider o LSP) és un tipus d'empresa que s'especialitza en el llançament de naus espacials. És responsable de l'ordenació, la conversió, o la construcció del coet transportador o sistema relacionat, muntatge i apilament, la integració de càrrega útil, i en última instància, la realització de la pròpia posada en marxa. Algunes d'aquestes tasques poden ser delegades o subcontractades a altres empreses. Per exemple, United Launch Alliance subcontracta la producció de motors de combustible sòlid tipus GEM pels seus coets Atlas V, Delta II i Delta IV a Alliant Techsystems. un LSP no construeix necessàriament tots els coets que llança.
En alguns casos, un LSP no està obligat a llançar un coet. Les organitzacions governamentals com les forces militars i de defensa poden dur a terme el llançament ells mateixos.

## Llista de proveïdors de serveis de llançament actius
- Antrix Corporation (PSLV/GSLV)
- Arianespace (Ariane 5/Soyuz-2/Vega)
- China Aerospace Science and Technology Corporation (Llarga Marxa)
- COSMOS International (Kosmos-3M)
- Eurockot Launch Services (Rockot)
- International Launch Services (Proton-M)
- ISC Kosmotras (Dnepr)
- Land Launch (Zenit-2SLB/Zenit-3SLB)
- Mitsubishi Heavy Industries (H-IIA/H-IIB)
- Orbital ATK (Minotaur/Pegasus/Taurus)
- Sea Launch (Zenit-3SL)
- SpaceX (Falcon 1/Falcon 9)
- Starsem (Soyuz-FG/Soyuz-2)
- United Launch Alliance (Atlas V/Delta II/Delta IV)